# Iliri na tlu Bosne i Hercegovine
Područje današnje Bosne i Hercegovine je naseljeno od doba neolita. U brončano doba, neolitsko stanovništvo su zamijenili Iliri, narod koji je govorio zajednički indoeuropski jezik. Oni su Bosni i Hercegovini dali trajno kulturno, etničko i političko obilježje. Oni se javljaju kao nosioci tehnike obrade metala u okviru halštatske kulture. Njihovu kompaktnost razbio je dolazak Slavena na ove prostore u 7. stoljeću poslije Krista. 

## Prapovijest
Bosna i Hercegovina je pretežito gorovita zemlja, ali postoje brojne riječne doline i plodna riječna i krška polja poput Sarajevskog, Lijevča, Livanjskog, Duvanjskog, Glamočkog, Popovog polja i dr. Planine obiluju šumama i sočnim pačnjacima, raznim rudama, poglavito željezom, ugljenom, srebrom, zlatom, olovom, a postoji i veliki rudnik soli kraj Tuzle (tuz, turski znači sol).
Tu su otkrivena i poznata pretpovijesna arheološka nalazišta od starijeg (paleolit) do mlađeg (neolit) kamenog, brončanog i željeznog doba. Paleolitska su naselja u gornjem tijeku rijeka Bosne, Ukrine i Usore (Kamen, Kadar i dr.), te uz rijeku Bregavu nedaleko od Stoca (Badanj), neolitska su nalazišta također brojna, npr. Butmir kraj Sarajeva, Gornja Tuzla, Kakanj, Nebo kraj Bugojna, Zelena pećina kraj Mostara i druga. Najveći broj istraženih arheoloških nalazišta pripada razdoblju bronce i željeza, npr. Glasinac, a vazna su i sojenička naselja poput Donje Doline na Savi, Ripca i Golubica na Uni i druga.
Na prostorima današnje Hrvatske, te Bosne i Hercegovine, nižu se od davnina mnogi slojevi prapovijesnih kultura čije je formiranje i nestanak vezano uz migracije neidentificiranih etničkih skupina. Prastanovnici mediteranske skupine na obalnom području i panonske skupine na kontinentalnom području razvijaju neolitičke i eneolitičke danilske, hvarske, vučedolske kulture) koje se miješaju u Bosni (Kakanj, Butmir). Nastavljaju se kulture metalnog doba iz kojih izniče sloj Ilira, etničke grupacije s jasno definiranom kulturnom i umjetničkom fizionomijom. 
Na području Hrvatske materijalna ostavština paleolitika svodi se na jednostavne kamene i koštane predmete, ali paleolit u BiH je obilježen najstarijim spomenikom paleolitske umjetnosti na jugoistoku Europe - gravure u stijeni špilje Badanj kod Stoca. Npr. Konj napadnut strelicama, sačuvan fragmentarno, datira se oko 12000. prije Krista.
Pod utjecajem impresso keramike iz zapadnog Sredozemlja je i Hercegovina (Zelena pećina – Mostar, Čairi – Stolac, Lisičići – Konjic i Peć Mlini na izvoru Tihaljine), a stanovanje je u pećinama ili u naseljima na uzvišenjima. U gornjem porječju rijeke Bosne i sjeveroistočnoj Bosni (Obra I kod Kaknja - sojenička naselja na istaknutim brežuljcima) se miješaju utjecaji kulture s Jadrana i starčevačke kulture sa sjeveroistoka. Poseban izraz te kulture predstavljaju posuđe na četiri noge, tzv. ritoni koji su svojstveni i danilskoj kulturi u Hrvatskoj. Po ovim predmetima kakanjska kultura se uvrštava u širok krug neolitskog kompleksa, koji je njegovao kult životne snage (od sjeverne Italije, Dalmacije i Epira do Egeje). 
Butmirsku kulturu pored Sarajeva odlikuje fina glačana keramika s raznovrsnim geometrijskim ukrasima (najčešće spiralama). Butmirske figure su unikatne skulpture oblikovane prostom rukom, glave su gotovo portretske s naglašenim dijelovima tijela. 
U cijeloj današnjoj Hrvatskoj i Bosni i Hercegovini, brončano razdoblje je zastupljeno brončanim fibulama koje zamjenjuju predmete poput igala i puceta. Na području Bosne karakteristična su naselja tipa gradine i nekropole s kamenim tumulima. U to vrijeme razrađen je poseban geometrijski stil urezanih ornamenata, koji posebno dolazi do izražaja na oružju, ukrasnim pločama, plosnatim ogrlicama i fibulama.

## Ilirska plemena
Bosnu i Hercegovinu su naseljavala najpoznatija i najjajča ilirska plemena. Jedno od njihovih glavnih središta nalazilo se na Glasincu nedaleko od Sarajeva. Treba spomenuti nekoliko ilirskih plemena na području današnje Bosne i Hercegovine: 
- Dalmati, od kojih je nastala riječ Dalmacija, su živjeli širom zapadne Bosne,
- dok su u srednjoj Bosni bili Dezitijati.
- Istočnu Bosnu su naseljavali Autarijati.
- Liburni su živjeli u sjeverozapadnoj Bosni i bili su čuveni pljačkaši (u Hrvatskoj su se prostirali uz sjeverni dio priobalja).
- Sjevernu su Bosnu nastanjivali Mezeji.
- Ardani su živjeli južno od Liburna,
- a Antiari su živjeli još dalje prema jugu.
- Druga ilirska plemena koje treba spomenuti su Labodi i
- Daorsi.

Migracije Kelta u četvrtom i trećem stoljeću prije Krista su izbacile mnoga ilirska plemena s bivših područja. Ipak, neka keltska i ilirska plemena su se miješala, kao što su Skordisci, mješovito ilirsko-keltsko pleme iz sjeveroistočne Bosne. U Bosanskoj Krajini su živjeli Japodi. Južni dio Bosne i Hercegovinu nastanjivali su Ardijejci i Daorsi, koji su kovali i svoj vlastiti novac. Ostaci drevnog grada Daorsa, poznatog kao Daorson još uvijek se mogu vidjeti u Ošaniću kod Stoca.

## Život i kultura Ilira
Iliri su naselili u različitim dijelovima Bosne i Hercegovine, prvobitno kao stočari, gdje u gradinama i tumulima ostavljaju bogate tragove svoje kulture: Glasinac, Sanski Most, Jezerine itd. 
Brojna arheološka iskapanja širom Bosne i Hercegovine, govore da su se ilirska plemena bavila poljoprivredom i to stočarstvom (uzgoj ovaca i koza), a plemena koja su živjela u ravničarskim krajevima ratarstvom. Primorski Iliri i oni koji su živjeli uz plovne rijeke bili su poznati u antičkom svijetu po brodogradnji i pomorstvu, a privredu su pretežno zasnivali na ribolovu.
Kako su Iliri bili vrsni ratnici, nosioci napredne kulture i tvorci novog
društvenog poretka, to je dovelo do stvaranja prvih političkih organizacija na njihovom prostoru, iz kojih su potom nastale prve države (Ilirska kraljevstva). To se dogodilo razvijanjem proizvodnih odnosa i trgovine sa susjedima koja potiče društvenu diferencijaciju među ilirskim plemenima zbog koje u 3. stoljeću prije Krista vojna demokracija plemenskih saveza prerasta u patrijarhalnu monarhiju.
Privredni i politički uspon Ilira veže se za period od 10 do 1 st. prije Krista. Kako je Bosna i Hercegovina bila izuzetno bogata zlatom, srebrom, bakrom, željezom itd., Iliri s ovog područja stekli su znatnu prednost u odnosu na svoje susjede pa je to razlog da se Bosna i Hercegovina smatra njihovom središnjom kulturnom i političkom zonom. Najpoznatija sjedišta ilirske kulture su bili u okolici Sarajeva, na Zlatištu i Soukbunaru, te kod Bihaća i Stoca. 
Povijesni zapisi grčkih i rimskih povjesničara, kao i arheološka nalazišta širom Bosne i Hercegovine. pružaju mnoštvo informacija o načinu na koji su starosjedioci Iliri ratovali u pretpovijesno doba i kako su bili naoružani. Radionice za izradu oružja su smještene većinom u srednjoj i zapadnoj Bosni, gdje se i nalaze bogata nalazišta bakra i željeza, a nalazile su se u sklopu naselja na gradinama. Iliri su podizali svoja naselja na strmim uzvisinama koja su bila utvrđena bedemima, a ulaz je bio zaštićen kulama. Od rimskih povjesničara doznajemo, npr. o ilirskoj tvrdjavi Delminium, koja se nalazila na brdu iznad današnjeg Tomislavgrada (Duvna), a koje je s velikom mukom, poslije duge borbe, bilo osvojeno od strane rimskih vojnika.

## Ilirska umjetnost
Od 7. stoljeća prije Krista željezo preuzima primat, prepuštajući bronci domenu nakita i umjetnosti. Različita ilirska plemena pod utjecajem halštatskih kultura formiraju vlastite regionalne varijante. 
Japodska plemena imaju izuzetnu sklonost kićenju (teške, predimenzionirane ogrlice od žute, plave ili bijele staklene paste, masivne brončane fibule, brončani privjesci u obliku životinja i ljudi, spiralne narukvice, dijademi, kape i oglavlja od brončanog lima...). Karakteristična je i sitna plastika od jantara oblikovane u stilu arhajske jonske plastike. 
Početkom 4. stoljeća prije Krista dolazi do prvog prodora Kelta, oni donose tehniku lončarskog kola, nove tipove fibula, te različite brončane i željezne pojaseve. Oni se nisu zadržavali u svom pohodu na Grčku i njihov utjecaj je ograničen u Panoniji, Istri i Dalmaciji.
Na značajnu ulogu kulta mrtvih kod Ilira upućuje pažnja s kojom su vršeni sahranjivanje i posmrtni obredi kao i bogatstvo različitih priloga u grobovima. U sjevernim krajevima dugo se očuvala tradicija spaljivanja pored sahranjivanja u ravne grobove, dok se na jugu mrtvi sahranjuju u kamenim ili zemljanim tumulima (gromile), koji u Hercegovini dosežu monumentalne promjere (više od 50 m u promjeru i 5 m u visinu).
U porječju Neretve, helenizirano ilirsko pleme Daorsa širilo je grčki utjecaj. Njihov glavni grad Daorson na Ošanjićima kod Stoca predstavlja danas najznačajnije kulturno središte staroga vijeka u Bosni i Hercegovini. Tu se osobito ističe megalitski zid podignut krajem 4. st. pr. Kr., a sastavljen od velikih trapezastih blokova kamena. Razorili su ga Rimljani u 1. stoljeću prije Krista koji se tada učvršćuju u ovim krajevima.

## Dodir s Grcima
Tijekom prvog tisućljeća prije Krista za bosanskohercegovačke Ilire dogodila su se tri
velika događaja ,koja su odredila njihovu daljnju sudbinu: dodir s Grcima, dolazak Kelta i na kraju prodor Rimljana. Od 7. stoljeća prije Krista, počinju kontakti s Grcima, čime se uspostavljaju obostrane kulturne i trgovačke veze. Te veze su se održavale preko njezinih raznih kolonija od kojih je većina bila na obali, a neke od njih su bili Apolonija, Drač i Narona na ušću Neretve. To je za Ilire imalo veliki značaj jer su ih Grci uveli u civilizacijske tijekove. 
Kao posljedica utjecaja grčke kulture, Iliri počinju kovati novac, počinju koristiti pismo, od njih preuzimaju savršeniji oblik društvene organizacije i druge tekovine visoke helenske kulture. Iz tog vremena potječu i prvi pisani podaci o zemlji u kojoj žive Iliri i njenim stanovnicima. Ipak prve tri stotine godina boravka Ilira na području Bosne i Hercegovineovijeno je tajnom, a da manja plemena u 7. stoljeću prije Krista pacificiraju Heleni. zaključuje se po odsustvu oružja u grobovima.  
Istraživanja kod Trebinja, gdje se u grobnicama Ilira nalaze materijali iz Grčke i drugih dijelova svijeta dokazuju da je ilirska kultura prvenstveno trgovina bilo vrlo dobro razvijena. Ipak, druga ilirska plemena opstaju kao snažne vojne družine, koje su ratovale protiv Filipa i Aleksandra Makedonskog.

## Dolazak Kelta
Drugi važan događaj za Ilire veže se za prodor Kelta iz današnje Francuske i sjeverne Italije. Njihov prodor na Balkan u 4. i 3. stoljeću prije Krista doveo je do velikog pomicanja tamošnjih ilirskih plemena. Iz srednje Bosne potisnuli su Autarijate, koji su se uputili u istočnu Hercegovinu i današnju Crnu Goru. Od njih potječe naziv rijeke Tare. 
Pleme Ardijejaca, koje je naseljavalo gornji tok Neretve, pomiče se niz Neretvu i nastanjuju dijelove južne Hercegovine i dijelove primorja od ušća Neretve do Boke kotorske. Tu su kasnije osnovali kraljevstvo koje je dugo predstavljalo bitan politički faktor na srednjem Jadranu.

## Borbe s Rimljanima
Oko 230. godine prije Krista na području Crne Gore nastaje prva ilirska država pod kraljem Agronom. Vrlo se brzo stvaraju političke i trgovačke veze između Italije i Ilira u Bosni i Hercegovini. U isto vrijeme kad je Rim pobijedio Kartagu i zagospodario Sredozemljem, ilirski gusari kraljice Teute, Agronove žene, pljačkaju po Jadranskom i Jonskom moru. Zbog toga i zbog rimske ekspanzonističke politike dolazi 229. prije Krista do prvog rata protiv Ilira.
Tada počinje novo razdoblje u povijesti Ilira čime je počeo stopedesetogodišnji sukob protiv Rimljana nakon kojeg Iliri bivaju pokoreni, u 1. stoljeću prije Krista. To je predstavljalo veliku prekretnicu za Ilire u njihovom životu, a pod rimskom vlašću ostali su duže od 500 godina. Kroz to vrijeme dijelili su sudbinu s pokorenim narodima u Rimskom Carstvu. 
Prvi sukobi Ilira i Rimljana su se dogodili 229. godine prije Krista. U Ilirskim ratovima, koji su trajali do 219. godine prije Krista, Iliri su izgubili dolinu Neretvu. Rimljani su se zatim utvrdili na ilirskoj obali Jadranskog mora. Rimski pisani izvori spominju da su ilirska plemena bila vrlo ratoborna. Već 171. godine prije Krista Japodi vode rat protiv Rima. Rimljani su ovim područjem zavladali tek 168. godine prije Krista nakon pobjede na kraljem Gencijem. U narednih 200 godina, brojni su ustanci Ilira koji su pod rimskom upravom. 
Najveći otpor je pružalo pleme Dalmata u zapadnom dijelu Bosne i Hercegovine, koje je pokorio tek August posljednjih godina prije naše ere. Prema mnogim izvorima, i sam naziv Bosna potiče od ilirske riječi "Bosona", neki ovaj naziv dovode i u vezu s imenom čuvenog vođe posljednjeg ilirskog oružanog otpora rimskom osvajaču, poznatog pod imenom Baton. Pored Ilira u Bosni u vrijeme najezde Rimljana, žive i Kelti, koji se s vremenom potpuno mješaju s Ilirima. U drugom i prvom stoljeću prije Krista, Rimljani prodiru duboko u središnju Bosnu, gdje konstantno ratuju protiv ratobornih Ilira. 
Najveća pobuna Ilira protiv Rimljana se dogodila 6. godine prije Krista i trajala je četiri godine. Veliki Ilirski ustanak zahvatio je i Bosnu i Hercegovinu, a središte pobune je bilo u okolici Vareša i Vranduka, a vođe ove pobune su bili već navedeni Baton, iz plemena Dezidijata i Pinez, kralj Breuka. Ova pobuna je prerasla u sveopći ilirski sukob protiv Rimljana, te je zabilježena izjava, koju je rimski car Oktavijan izrekao u rimskom Senatu, kada je rekao: "Pobunjenici kreću na Rim!".
Da bi ugušili pobunu, Rimljani su bili primorani angažirati 15 legija vojske, od ukupno 25 koliko su ih tada imali. Naposljetku i sam vođa pobune Baton biva zarobljen, a kada su ga pitali zašto je podigao pobunu, odgovorio je: "Vi ste nam umjesto pastira poslali vukove...". Zadivljen njegovom mudrošću i hrabrošću, rimski car ga nije dao pogubiti, kako je to bilo uobičajeno, nego ga je zadržao u Rimu. Naime, dio je pobunjenika kraj Vranduka, svjesni da će izgubiti bitku protiv Rimljana, odlučuju se ne predati. Žene i djeca skakali u vatru zapaljenog grada, a muškarci su se međusobno izboli mačevima, pred zapanjenim i zadivljenim rimskim vojnicima. Poslije ove pobune i dalje su postojali sukobi između Ilira i Rimljana širom Bosne, a zadnja je pobuna protiv rimskih osvajača bila ugušena 9. godine. 
Tako za vrijeme cara Tiberija, sva ilirska područja konačno prelaze pod rimsku upravu. Rim je već tijekom osvajanja, na ovaj prostor doveo veliki broj vojnih jedinica. Za njima su došli trgovci, robovi, zanatlije i dr. Mnogi od njih su se ovdje nastanili, a o tome svjedoče brojni nadgrobni spomenici na kojima se skoro uvijek navodi etnička pripadnost umrlog. Tako saznajemo da su pored Ilira na ovom prostoru živjeli i Rimljani, Gali, Germani, Egipćani, Sirijci, Iranci i dr. 
Iliri su za vrijeme rimske uprave uglavnom živjeli na selima i nisu se puno miješali s došljacima. Mali broj Ilira je prihvatio rimsku civilizaciju. Cijelo područje Bosne i Hercegovine biva čvrsto pod kontrolom Rimljana, koji potom uspostavljaju svoja naselja i mrežu puteva širom Bosne. Ovi putevi su bili potrebni Rimljanima za njihovo daljnje vojno napredovanje, a i za prijevoz zlata, srebra i olova koji se vadili iz rudnika koje su otvarali po cijeloj Bosni i Hercegovini.
- Početak Batonovog ustanka 6. god.
- Batonova pobjeda kod Vuke (7. god.)
- Razvoj Batonovog ustanka 8. god.
- Batonov pad 9. god.

## Unutarnje poveznice
- Iliri
- Dalmati
- Dezitijati
- Autarijati
- Daorsi
- Japodi
- Skordisci
- Ardijejci
- Kelti
- Antička Grčka
- Batonski rat
- Rimljani na tlu BiH

## Vanjske poveznice
- Iliri na tlu BiH[neaktivna poveznica] (PDF)
- Ilirik  Arhivirana inačica izvorne stranice od 28. srpnja 2012. (Wayback Machine)
- [neaktivna poveznica]